# 八戸町
八戸町（はちのへまち）は、明治22年（1889年）から昭和4年（1929年）まで青森県三戸郡に存在した町の一つ。現在の八戸市中心街周辺に当たる地域にあった。
なお、後に長者村（ちょうじゃむら）と合併しているが、ここにまとめて記述する。

## 歴史

### 成立時の区域
八戸町は明治22年（1889年）の町村制施行により、旧八戸城下と柏崎村の区域、長者村は田向村、類家村、糠塚村、中居林村、石手洗村の区域で誕生した。1901年（明治34年）に八戸町と長者村が合併しているが、合併の理由として「隣接の地であること」、「人情風俗が似ていること」などが挙げられている。
なお、町村制施行前の大区小区制では、行政区域が旧八戸城下が青森県第9大区2小区、柏崎村と長者村の区域が第9大区4小区に分類されていた。

### 沿革
- 1889年（明治22年）4月1日 - 町村制により三戸郡八戸町となる
- 1901年（明治34年）7月1日 - 三戸郡長者村を合併
- 1924年（大正13年）5月21日 - 八戸大火発生、町の大部分が焼失。
- 1929年（昭和4年）5月1日 - 三戸郡八戸町・小中野町・湊町・鮫村が合併し、八戸市誕生。

### 八戸市制への移行
大正10年（1921年）頃より合併の動きが起こり始めた。背景には当時鮫地区の修築がなされ、一帯を漁港から商業港への転換を図る必要性があったことにある。特に鮫村と小中野町が積極的であったのに対して、八戸町では合併に対して賛否が分かれていた。神田重雄が反対が多かった奥南派の説得に乗り出し、市制施行へとこぎつけた。

## 行政
八戸町役場は現在の青森みちのく銀行八戸支店付近にあった。

### 歴代町長
| 代  | 氏名       |                                       |
| --- | ---------- | ------------------------------------- |
| 1   | 稲城篤実   | 1889年 - 1893年                       |
| 2   | 遠山景三   | 1893年 - 1907年                       |
| 3,5 | 北村益     | 1907年 - 1913年、1918年 - 1923年      |
| 4   | 奈須川光宝 | 1913年 - 1918年                       |
| 6   | 関春茂     | 1923年 - 1929年（初代長者村長も歴任） |

### 行政施設
八戸町役場以外で、八戸町時代の行政関連施設は以下の通りである。
- 三戸郡役所 - 八戸町鳥屋部町。
- 八戸税務署 - 八戸町番町。

## 経済
八戸町はその区域が現在の中心街地域にとどまっていたため、当初は酒造や醤油業、小売業が主だった。明治10年代時点で八戸町内で最も多い民業がせんべい屋で140戸あった。次いで荒物店91戸、大工84戸、呉服店67戸と続く。
その後商業の発展により様々な会社が設立された。

### 産業
- 泉山醤油合名会社 - 明治34年創業
- 八戸肥料会社 - 明治33年創業
- 八戸印刷 - 明治33年創業。八戸町長横町。
- 八戸水力電気 - 明治42年創業。八戸町八日町。

### 金融
- 第百五十国立銀行 - 明治12年創立。本店は八戸町八日町。
- 階上銀行 - 明治15年3月創立。本店は八戸町三日町。
- 泉山銀行 - 明治30年11月創立。本店は八戸町十三日町。
- 八戸商業銀行 - 明治30年8月創立。本店は八戸町三日町。

### 郵便
八戸町三日町、常泉下にそれぞれ郵便局があった。

## 交通機関
- 八戸-鮫間乗合自動車 - 八戸自動車 による運行
- 八戸水力電気会社軌道 - 八戸水力電気による八戸町-小中野町間の路面電車（実現に至らず）

## 娯楽施設
- 新開座 - 八戸町鍛冶町にあった映画館
- 錦座 - 廿八日町にあった劇場
- 於多福座 - 大澤多門が創立。現在の長者山新羅神社付近にあった。